# Sinfonía n.º 9 (Shostakóvich)

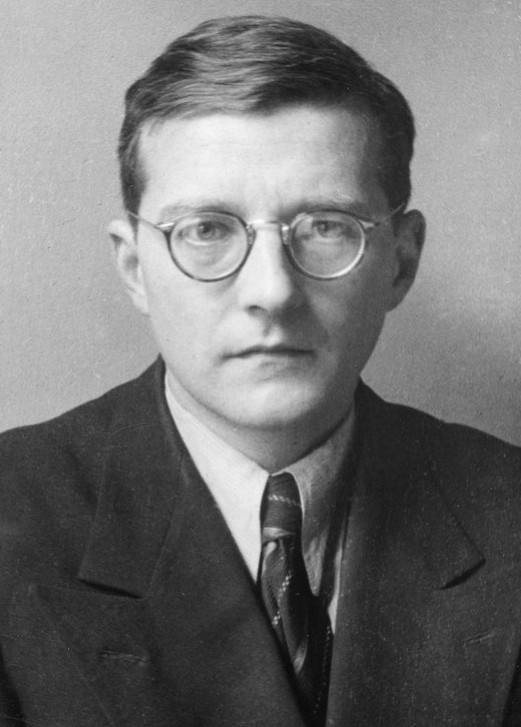
Shostakóvich en 1942.

La Sinfonía n.º 9 en mi bemol mayor, Op. 70 fue compuesta por Dmitri Shostakóvich en 1945, tras el final de la Segunda Guerra Mundial en Europa.

## Historia

### Composición
Durante la Segunda Guerra Mundial, conocida en la Unión Soviética como la "Gran Guerra Patria" se podría decir que Shostakóvich compuso un trío de Sinfonías de guerra (n.º 7, n.º 8 y n.º 9), al igual que su compatriota Serguéi Prokófiev escribió la trilogía de las llamadas Sonatas de guerra para piano (n.º 6, n.º 7 y n.º 8).
- La Sinfonía n.º 7 Leningrado es una obra programática que representaba el heroísmo de los defensores de la ciudad Leningrado, que en el momento de la composición vivía un dramático asedio por parte de los invasores nazis en la Segunda Guerra Mundial. El primer movimiento, artísticamente dudoso y que algunos consideran que significa la banalidad del mal.
- La Sinfonía n.º 8 Stalingrado es más introspectiva, concentrada y violenta que la anterior, que profundiza en la tragedia de la "Gran Guerra Patria". No está rodeada de la controversia de la anterior y es una obra mucho más profunda. Al igual que su predecesora, destila una atmósfera de guerra y lucha, de pérdida y esperanza. Pero aquí el dolor y la destrucción se convierten en los temas dominantes, sustituyendo a los admirables pero más ingenuos temas de heroísmo y triunfo de la n.º 7.[3]
- La Sinfonía n.º 9 presenta una forma de suite en cinco movimientos y un carácter alternativamente satírico y melancólico, que provocó un gran debate tras su estreno.[4]

La composición de la Sinfonía n.º 9 se desarrolló durante el verano de 1945. A principios de 1945 se había difundido la noticia, al parecer por boca del propio compositor, de que Shostakóvich estaba trabajando en una gran sinfonía inspirada en la Novena de Beethoven, con coro y solistas. Aunque el maestro ruso empezó a trabajar en ella, la acabó dejando de lado y en julio de 1945 empezó a escribir un tipo de sinfonía muy diferente, que terminó en agosto. Dada la envergadura de las Sinfonías n.º 7 y n.º 8, creadas bajo la amenaza de la guerra, Iósif Stalin esperaba una Novena que, en palabras de Boris Schwarz, "superara a Beethoven con los recursos de Mahler" ("out-Mahlered Beethoven"). Las autoridades estalinistas querían una "Sinfonía de la Victoria" como apoteosis triunfal de la trilogía de sinfonías de guerra con un gran despliegue de solistas, coro y orquesta, a la manera de la Novena de Beethoven. En Testimonio, Solomon Volkov recordó las palabras del compositor a este respecto:

«Querían de mí una fanfarria, una oda, una Novena majestuosa... Dudo que Stalin cuestionara alguna vez su propio genio o grandeza. Pero cuando ganó la guerra contra Hitler, se volvió loco, como una rana que se hincha hasta alcanzar el tamaño de un buey, y ahora se suponía que yo tenía que escribir una apoteosis de Stalin. Sencillamente, no pude.... Mi testarudez me costó cara.»

Shostakóvich pagó muy caro el desaire; en 1948 fue condenado como "formalista" y puesto en la lista negra, lo que le dejó como única fuente de ingresos las partituras cinematográficas. Tras la muerte de Stalin en 1953, terminó una Sinfonía n.º 10, en cuyo scherzo el propio Vozhd hace una última aparición inolvidablemente aterradora.

### Estreno
El estreno de la obra se celebró el 3 de noviembre de 1945 en Leningrado con la interpretación de la Orquesta Filarmónica de Leningrado bajo la dirección de Yevgueni Mravinski en el concierto inaugural de la 25ª temporada de la Orquesta Filarmónica de Leningrado. En el programa de dicho concierto también se incluyó la Sinfonía n.º 5 de Chaikovski. El concierto fue retransmitido en directo por la radio. El estreno en Moscú tuvo lugar el 20 de noviembre de 1945. 
Antes de esta primera interpretación, el 4 y el 10 de septiembre de 1945 Shostakóvich y el pianista Sviatoslav Richter interpretaron la pieza en un arreglo para piano a cuatro manos ante el Comité de Asuntos Artísticos y la Unión de Compositores en el Salón Filarmónico de Moscú. Asimismo, tiempo después el compositor y Mijaíl Meyeróvich interpretaron la pieza tanto en Leningrado el 17 de septiembre de 1957 como en Moscú el 25 de septiembre de 1957, ante el Club de Compositores respectivo de cada ciudad, después de lo cual se mantuvo un debate acerca de la obra.

## Instrumentación
La partitura está escrita para una orquesta formada por:
- Viento madera: 1 flautín, 2 flautas, 2 oboes, 2 clarinetes en si bemol y la y 2 fagotes.
- Viento metal: 4 trompas, 2 trompetas, 3 trombones y 1 tuba.
- Percusión: timbales, bombo, caja, platillos, triángulo y pandereta.
- Cuerda: una sección de cuerdas con violines I y II, violas, violonchelos y contrabajos.

El maestro ruso utilizó una orquesta del tamaño de las que solía emplear Robert Schumann.

## Estructura y análisis
La sinfonía consta de cinco movimientos: 
- I. Allegro, en mi bemol mayor 2
2
- II. Moderato, en si menor 3
4
- III. Presto, en 6
8
- IV. Largo, en 2
4
- V. Allegretto – Allegro, en 2
4

La interpretación de esta obra dura aproximadamente 26 minutos. Es la sinfonía más breve de Shostakóvich después de la Sinfonía n.º 2 de 1927, a pesar de tener cinco movimientos. Los tres últimos movimientos se tocan sin pausas entre ellos. Su humor y ligereza son un homenaje a Joseph Haydn, cuyas sinfonías Shostakóvich y su colega Dmitri Kabalevski habían tocado al piano cada noche durante las seis semanas en las que Shostakóvich compuso la obra.
Ian MacDonald en su libro The New Shostakóvich de 1990 afirmaba que "sólo un zoquete podría no haberse dado cuenta de que el compositor estaba tramando algo", señalando la naturaleza codificada de las notas y ritmos recurrentes. Para MacDonald la sinfonía constituye "un gesto abierto de disidencia [que] apunta sin piedad al estalinismo... Los wagnerismos, el más destacado de los cuales es una alusión al leitmotiv de Wotan en el cuarto movimiento, son expresiones probables de la opinión, esbozada en Testimonio, de que Stalin y Hitler son "parientes espirituales"".

### I.Allegro
El primer movimiento, Allegro, está escrito en la tonalidad de mi bemol mayor, en compás alla breve y sigue la forma sonata. En la primera sección danzan unos ligeros arpegios de las cuerdas y alegres solos de las maderas son desenfadados, en lugar de vigorosos. Incluso la ráfaga de metales de dos notas que interrumpe esta sección continuamente está pensada para provocar risas. Algunos críticos lo han bautizado como el "motivo Stalin", una manera que tenía Shostakóvich de ridiculizar en secreto la arrogancia de su líder. De hecho, en la sección de desarrollo, el motivo se transforma en algo amenazante, mostrando quizá el lado peligroso del dictador soviético. En la recapitulación, cuando el segundo tema normalmente se plantearía en la tónica del movimiento, mi bemol mayor, el trombón insiste con petulancia en la bemol, una y otra vez, hasta que la orquesta acaba cediendo, con la satírica melodía del flautín interpretada esta vez por un violín solista.

Conforme a la interpretación de MacDonald el "motivo Stalin" está aterradoramente presente -siempre dos notas, una normalmente breve y otra larga, desde su estridente primera aparición, sin sentido musical, en la doble exposición de un vertiginoso movimiento Allegro. La apertura "imita el despreocupado alivio del ciudadano común ante la victoriosa conclusión de la guerra. Pero el segundo tema -una tosca marcha rápida, dirigida por un trombón de dos notas (tónica-dominante) es claramente simbólico del Vozhd [Stalin]". MacDonald escucha "peleas que estallan y por un agitado instante la música continúa en dos tonalidades hasta que el trombón arrebata el control", tras lo cual las cuerdas se rinden "y la repetición termina con trinos burlones, con la marcha rápida al mando".

### II.Moderato
El segundo movimiento, Moderato, está en si menor y en compás de 3/4. Se abre con el tema principal que es un conmovedor solo de clarinete, al que pronto se unen otras maderas en su melancólico deambular. El segundo tema es una melodía de cuerdas que se mece suavemente. Los ritmos pausados y danzantes están marcados por repentinas paradas y arranques, lo que le confiere cierta sensación de vacilación y duda. Para MacDonald el primer tema resulta "desvaído, de expresión triste, con un revelador péndulo de dos notas", y el segundo "arrastrando los talones: una cadena de células de dos notas [que] se burlan sutilmente del duelo convencional". Las trompas "advierten [del] sentimiento real" que irrumpe fugazmente.

### III.Presto
El tercer movimiento, Presto, está en compás de 6/8. Se trata de un scherzo que ofrece patrones de rápido movimiento para todo el ensamble. Un brillante solo de trompeta atraviesa brevemente las agitadas texturas. El flautín y la pandereta acentúan el rápido movimiento. Entonces, súbitamente, el movimiento se ralentiza, como si los músicos estuvieran exhaustos, y un potente acorde de los metales da inicio al Largo. En palabras de MacDonald "payasos de cara alegre [inauguran] un jovial scherzo... otra fiesta callejera [como en el primer movimiento] que acaba torciéndose de forma violenta".

### IV.Largo
El cuarto movimiento, Largo, está en compás de 2/4. Se abre con una inmensa fanfarria de amenazantes octavas en los trombones y tuba, que parece proclamar la llegada de algo importante. Pero en su lugar nos encontramos con un introspectivo recitativo del fagot. Según MacDonald este solo de fagot inesperado envía señales contradictorias y constituye "otra máscara" que deja intranquilas a las cuerdas. Para Barbara Henninger "¿Podría ser el politburó haciendo sus declaraciones públicas, con el artista murmurando lúgubremente desde la barrera?" Los metales y el fagot se contraponen, y luego el fagot se lanza a un pasaje humorístico para comenzar el Allegretto.

### V.Allegretto – Allegro
El quinto y último movimiento, Allegretto – Allegro, retoma la tonalidad inicial y el compás de 2/4. En el Finale regresa la ligereza del movimiento inicial, pero una serie de dúos de viento madera tienen un toque ominoso con sus armonías en ocasiones inesperadas. La tensión aumenta a medida que las cuerdas tocan arpegios ascendentes y descendentes contra pulsos en crescendo de los metales y las maderas. Pero en lugar de un clímax emocional arrollador, la música da paso a una celebración brillante y danzante, con un bombo atronador y el repiqueteo de la caja. Frustrada su última oportunidad de heroísmo, esta sinfonía baila dando piruetas cada vez más frenéticas y finaliza con una sacudida final de la pandereta.

Conforme a MacDonald el Finale "estalla en acción... Un oscuro torbellino conduce el movimiento a un clímax de tambaleante expectación, pero todo lo que emerge es el payasesco tema principal, martilleado por toda la orquesta. El desprecio de Shostakóvich es hirviente. Aquí están vuestros líderes, se burla la música: payasos de circo. Una vez aclarado el punto, convoca una coda desordenada y cierra de golpe [la Novena]".

## Recepción de la obra
Shostakóvich comentó sobre su Novena sinfonía que "a los músicos les gustará tocarla, y a los críticos les encantará destrozarla". Solomon Volkov calificó la Novena como una pieza "llena de sarcasmo y amargura". En un esfuerzo por proteger a Shostakóvich de las consecuencias políticas, el director Mravinsky calificó la nueva sinfonía como "un alegre suspiro de alivio... una obra dirigida contra el filisteísmo, que ridiculiza la autocomplacencia y la ampulosidad, el deseo de dormirse en los laureles". Poniendo buena cara, la jerarquía soviética se hizo eco de Mravinsky, pero sólo temporalmente. La reacción inicial de sus colegas a la nueva sinfonía fue en general favorable:

«Transparente. Mucha luz y aire. Tutti maravillosos, buenos temas (el tema principal del primer movimiento: ¡Mozart!). Casi literalmente Mozart. Pero, por supuesto, todo muy individual, shostakovichiano... Una sinfonía maravillosa. ¡¡Finale espléndido en su alegría de vivir, alegría, brillantez y mordacidad!!»
— Gavriil Nikoláievich Popov

Los críticos soviéticos censuraron la sinfonía por su "debilidad ideológica" y por no "reflejar el verdadero espíritu del pueblo de la Unión Soviética". El 20 de septiembre de 1946 se publicó un artículo muy crítico del musicólogo Izrail Nestyev:

«Lo que queda por proponer es que la Novena Sinfonía es una especie de respiro, un interludio ligero y divertido entre las creaciones significativas de Shostakóvich, un rechazo temporal de los grandes y serios problemas en aras de bagatelas juguetonas y recortadas con filigrana. Pero, ¿es el momento adecuado para que un gran artista se vaya de vacaciones, se tome un descanso de los problemas contemporáneos?»
— Izrail Vladimirovich Nestyev, "Observaciones sobre la obra de D. Shostakóvich: algunas reflexiones suscitadas por su Novena Sinfonía".

La Novena sinfonía fue nominada para el Premio Stalin en 1946, pero no obtuvo el galardón. Por orden de la Glavrepertkom, el comité central de control y censura, la obra fue prohibida el 14 de febrero de 1948 en su segunda denuncia junto con otras piezas del compositor. No fue retirada de la lista negra hasta el verano de 1955, fecha en la que fue interpretada y retransmitida la sinfonía.
Por su parte, en Occidente la sinfonía también fue recibida con frialdad y la mayor parte de los críticos la tacharon de trivial. "El compositor ruso no debería haber expresado sus sentimientos sobre la derrota del nazismo de una manera tan infantil" (New York World-Telegram, 27 de julio de 1946). Estudiosos más recientes como Ian MacDonald han interpretado la sinfonía en otros términos como se puede ver en el apartado dedicado al análisis de la pieza.

## Discografía selecta
| Año                 | Dirección               | Orquesta                                                | Discográfica       | Formato |
| ------------------- | ----------------------- | ------------------------------------------------------- | ------------------ | ------- |
| 1965                | Kiril Kondrashin        | Orquesta Filarmónica de Moscú                           | Melodiya           | LP      |
| 1980 (en vivo) 1984 | Kiril Kondrashin        | Orquesta Real del Concertgebouw                         | Philips            | LP/CD   |
| 1981                | Bernard Haitink         | Orquesta Filarmónica de Londres                         | Decca              | LP      |
| 1982                | Guennadi Rozhdéstvenski | Orquesta Sinfónica del Ministerio de Cultura de la URSS | Olympia            | LP      |
| 1995                | Rudolf Barshái          | Orquesta Sinfónica de la WDR de Colonia                 | Brilliant Classics | LP      |